# Rhyacotritonidae
Rhyacotritonidae é uma família de anfíbios pertencentes à ordem Caudata.
Esta família apenas contém um género (Rhyacotriton) com 4 espécies.
Originalmente este género era colocado na famíliay Ambystomatidae, depois na família Dicamptodontidae, e finalmente, em 1992, foi colocado na sua própria família.
Na mesma altura, e devido a resultados de análises genéticas, a única espécie até então considerada (Rhyacotriton olympicus), foi dividida em 4 espécies.
Esta espécies estão limitadas geograficamente à parte ocidental dos Estados Unidos, nomeadamente aos estados da Califórnia, Oregon e Washington.

## Espécie
- Rhyacotriton cascadae Good e Wake, 1992
- Rhyacotriton kezeri Good e Wake, 1992
- Rhyacotriton olympicus (Gaige, 1917)
- Rhyacotriton variegatus Stebbins e Lowe, 1951